# 2. březen
2. březen je 61. den roku podle gregoriánského kalendáře (62. v přestupném roce). Do konce roku zbývá 304 dní. Svátek má Anežka.

## Události

### Česko
- 1458 – Český sněm po předčasné smrti Ladislava Pohrobka zvolil českým králem Jiříka z Kunštátu a Poděbrad, dosavadního zemského správce.
- 1902 – Vršovice byly povýšeny na město.
- 1930 – Český podnikatel a vynálezce Ludvík Očenášek vypustil na Bílé Hoře v Praze osm jedno- i dvoustupňových raket na tuhé palivo. Některé z nich vzlétly do tehdy neuvěřitelné výšky 2000 metrů. Rakety byly poháněny střelným prachem.
- 1969 – Ve Vítkově byl pohřben student Jan Zajíc, následovník Jana Palacha.
- 2016 – Obvodní soud pro Prahu 1 rozhodl, že se Hrad musí omluvit Peroutkově vnučce Terezii Kaslové za falešné obvinění Ferdinanda Peroutky.

### Svět
- 1855 – Po smrti ruského cara Mikuláše I. ho ve funkci střídá jeho syn Alexandr II.
- 1896 – Francouzský fyzik Henri Becquerel oznámil objev nového typu záření později pojmenovaného jako radioaktivita.
- 1919 – V Moskvě byla založena Kominterna.
- 1939 – Na papežském konkláve byl novým papežem zvolen Eugenio Maria Giuseppe Giovanni Pacelli, který přijal jméno Pius XII.
- 1949 – Americký letoun Boeing B-50 Superfortress pojmenovaný Lucky Lady II. se stal prvním letounem, který dokončil oblet Země bez mezipřistání (odstartoval 26. února).
- 1977 – Nastolena Velká libyjská arabská lidová socialistická džamáhíríje.
- 1978 – Vladimír Remek na lodi Sojuz 28 letěl do vesmíru jako první člověk jenž nebyl občanem SSSR nebo USA.
- 1992 – Arménie, Ázerbájdžán, Kazachstán, Kyrgyzstán, Moldavsko, San Marino, Tádžikistán, Turkmenistán a Uzbekistán vstupují do OSN.
- 1998 – Na severu Vídně byla unesena Natascha Kampuschová, která se na svobodu z podzemní kobky dostala až v srpnu 2006.
- 2022 – Ruská invaze na Ukrajinu: Rusové dobyli město Cherson.

## Narození

### Česko

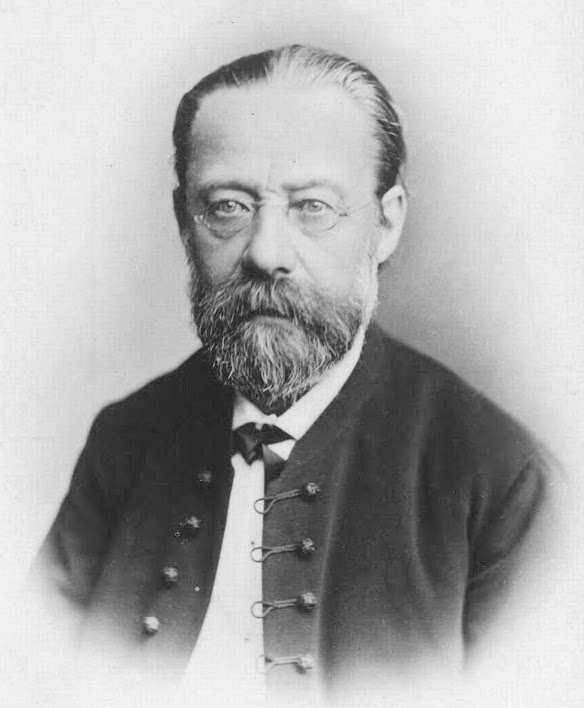
Bedřich Smetana (* 1824)

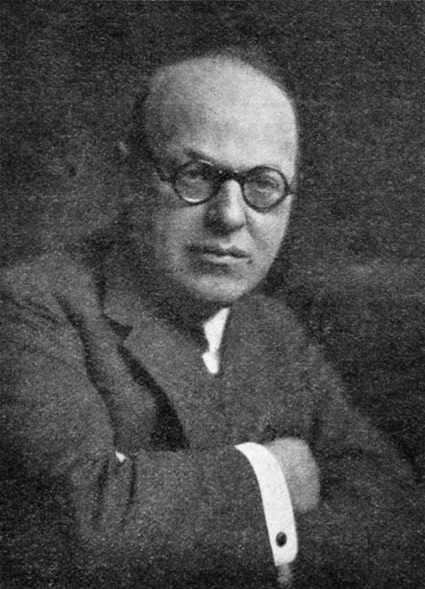
Arne Novák (* 1880)

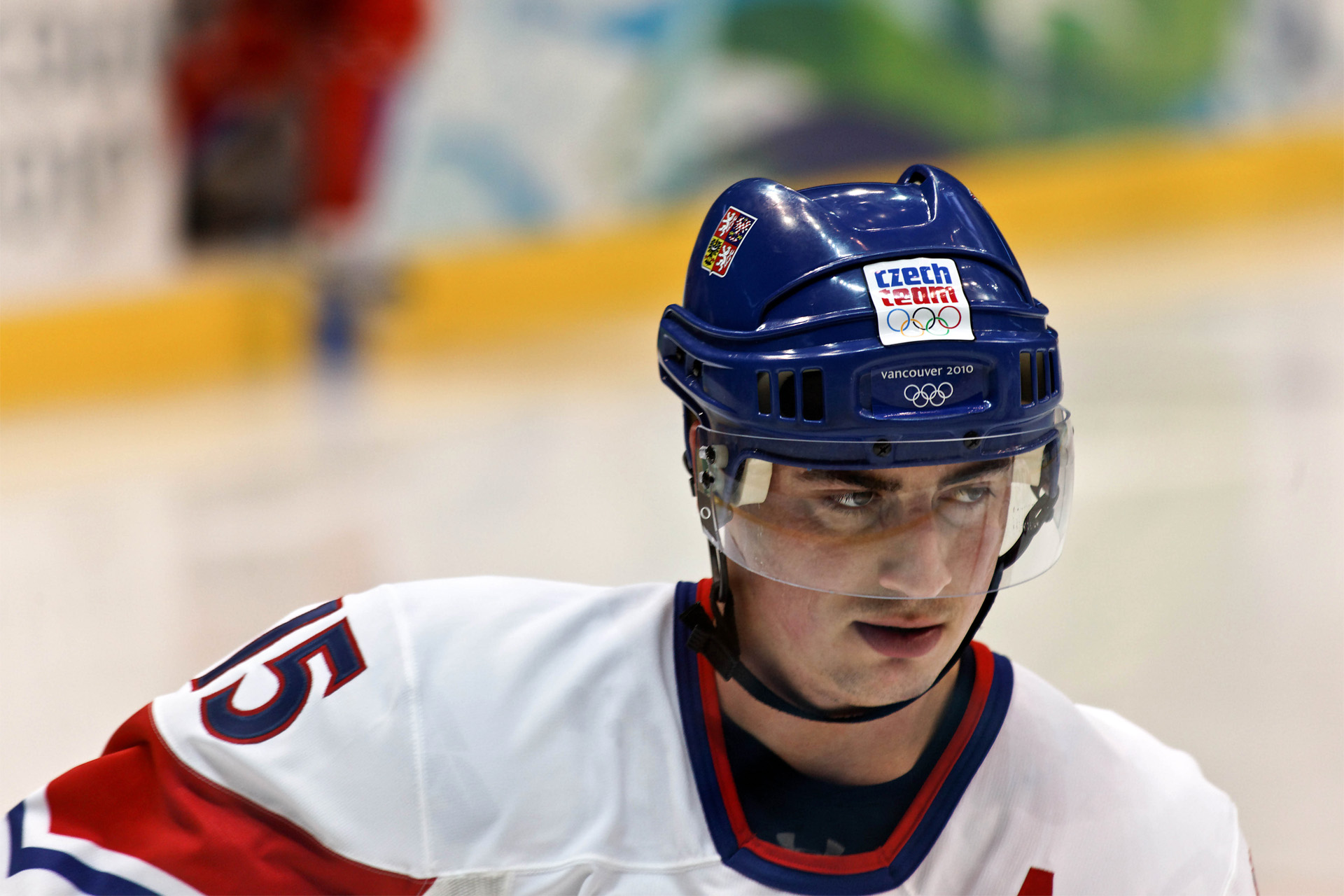
Tomáš Kaberle (* 1978)

- 1505 – Jindřich Dvorský z Helfenburka, rektor Univerzity Karlovy († 15. září 1582)
- 1710 – Dionýz Ignác Staneti, slezský barokní sochař († květen  1767)
- 1822 – Karel Čulík, poslanec Českého zemského sněmu († 24. května 1912)
- 1824
  - Bedřich Smetana, hudební skladatel († 12. května 1884)
  - Josef Němeček, čestný kanovník Katedrální kapituly u sv. Štěpána v Litoměřicích († 23. srpna 1912)
- 1830 – Karel Habětínek, předlitavský vysokoškolský pedagog, soudce a politik († 21. března 1915)
- 1849 – Otto Pinkas, český dramatik a spisovatel († 12. března 1890)
- 1850 – Karel Marek, předlitavský ministr financí († 15. října 1936)
- 1857 – Oldřich Seykora, český novinář a spisovatel († 15. listopadu 1922)
- 1869 – Bedřich Kočí, nakladatel a knihkupec († 17. ledna 1955)
- 1880 – Arne Novák, český literární historik († 26. listopadu 1939)
- 1885 – Josef Hais Týnecký, český spisovatel a novinář († 24. dubna 1964)
- 1888 – Josef Jan Litomiský, zakladatel Kongregace bratří těšitelů z Gethseman († 6. června 1956)
- 1889 – František Horník-Lánský, malíř († 10. ledna 1955)
- 1901
  - František Navara, český matematik a fyzik († 27. ledna 1973)
  - Josef Wagner, sochař a kreslíř († 10. února 1957)
- 1902 – Josef Plojhar, kněz a politik († 5. listopadu 1981)
- 1903 – Hana Wichterlová, sochařka († 29. srpna 1990)
- 1904 – Vladimír Borský, herec, režisér a scenárista († 24. října 1962)
- 1907
  - František Mrázek Dobiáš, evangelický teolog, překladatel a pedagog († 2. října 1972)
  - Augustin Schramm, komunistický funkcionář a agent NKVD († 27. května 1948)
- 1908 – Jaromír Brož, experimentální fyzik a pedagog († 29. května 1990)
- 1913
  - Zdenko Feyfar, fotograf († 3. února 2001)
  - Ladislav Kozderka, skladatel, dirigent a klavírista († 11. prosince 1999)
- 1918 – Jaromír Šotola, voják, letec († 25. října 1938)
- 1922 – Antonín Závodný, skladatel lidové hudby († 8. září 1990)
- 1924
  - Stanislav Berton, exilový vydavatel, historik, editor, básník († 27. října 2016)
  - Antonín Jaroslav Liehm, filmový a literární kritik, publicista a komunistický politik († 4. prosince 2020)
- 1928 – Karel Pichlík, historik († 16. dubna 2001)
- 1934 – Milena Vostřáková, televizní hlasatelka a moderátorka († 7. července 2011)
- 1936 – John Tusa, česko-britský historik, novinář a administrátor umění
- 1938 – Břetislav Novák, matematik († 18. srpna 2003)
- 1940 – Ludvík Hlaváček, historik umění a výtvarný teoretik
- 1952
  - Vladimír Kindl, právník a vysokoškolský pedagog
  - Jiří Kornatovský, malíř, kreslíř a grafik
- 1954
  - Zdeněk Lukeš, architekt, historik architektury
  - Vladimír Petkevič, lingvista a překladatel
- 1955 – Václav Koubek, písničkář a harmonikář
- 1956 – Lenka Kořínková, herečka
- 1958 – Libor Novák, politik
- 1971
  - Roman Čechmánek, hokejový brankář († 12. listopadu 2023)
  - Karel Rada, fotbalista
- 1978 – Tomáš Kaberle, lední hokejista
- 1986
  - Michal Birner, lední hokejista
  - Inna Puhajková, moderátorka a modelka
- 1990 – Ondřej Tesárek, internetový komentátor a youtuber
- 1991 – Michael Špaček (motocyklový závodník), motokrosový jezdec († 12. října 2009)
- 1996
  - Lukáš Hodboď, atlet, běžec
  - Vojtěch Babišta, herec a model

### Svět

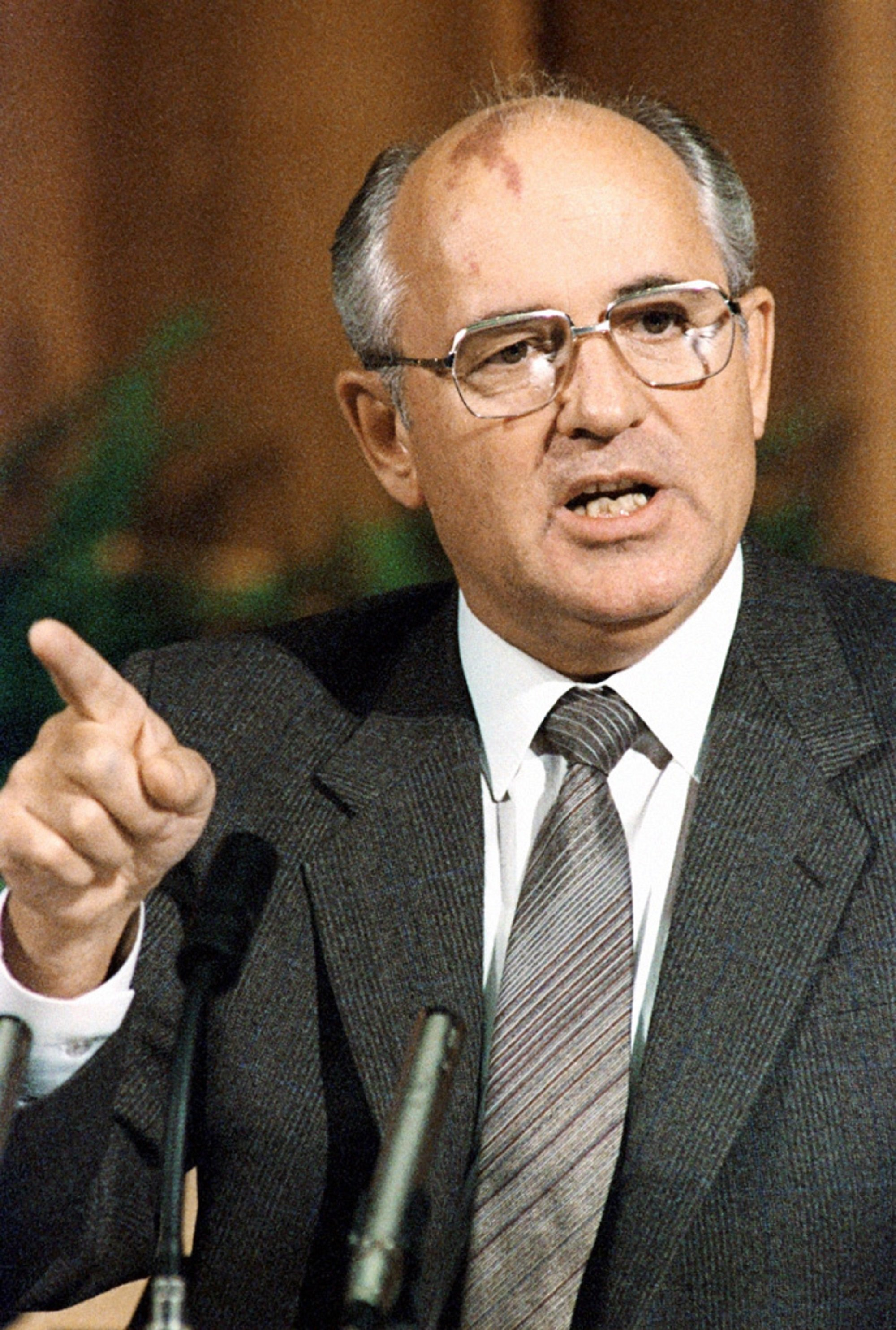
Michail Gorbačov (* 1931)

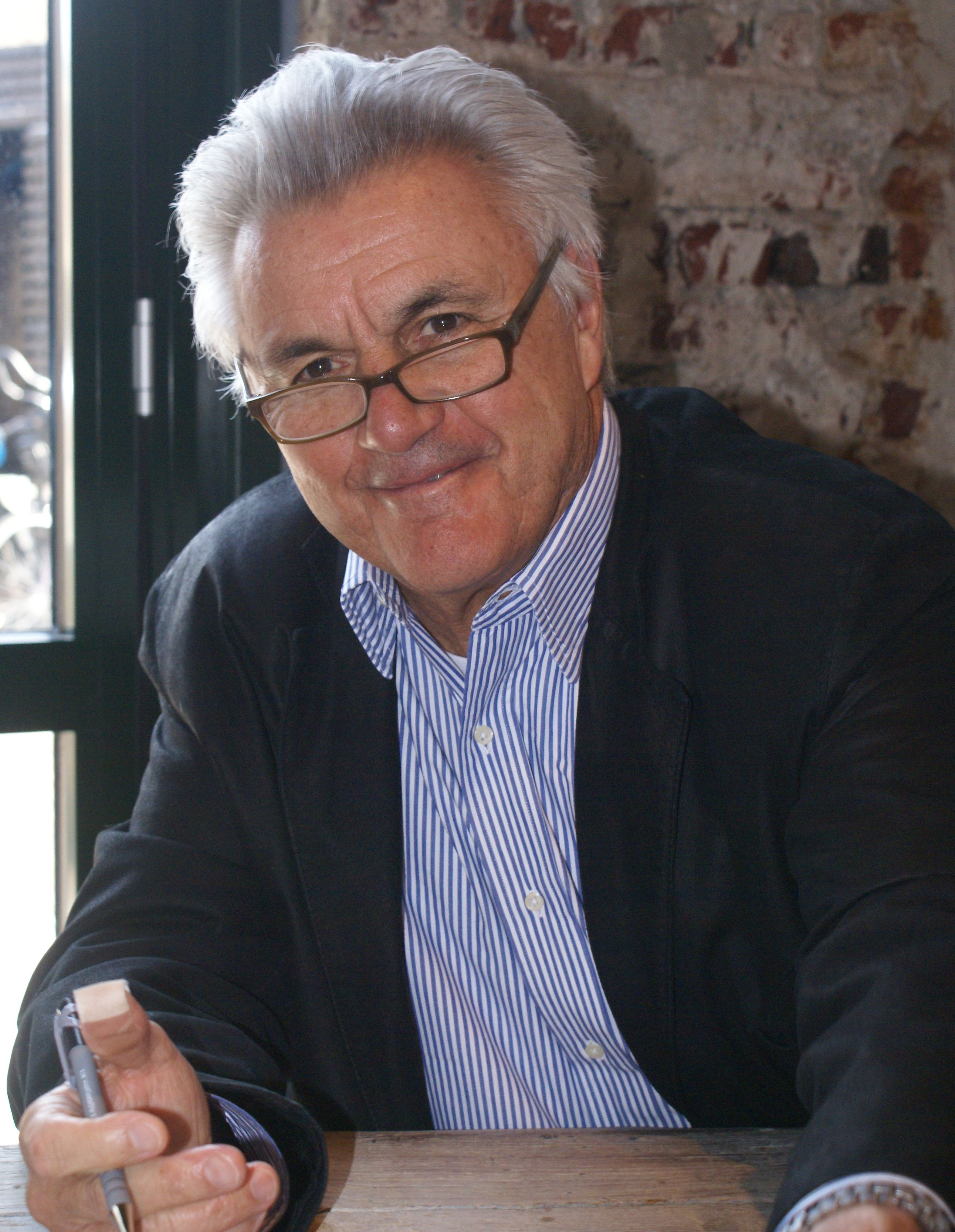
John Irving (* 1942)

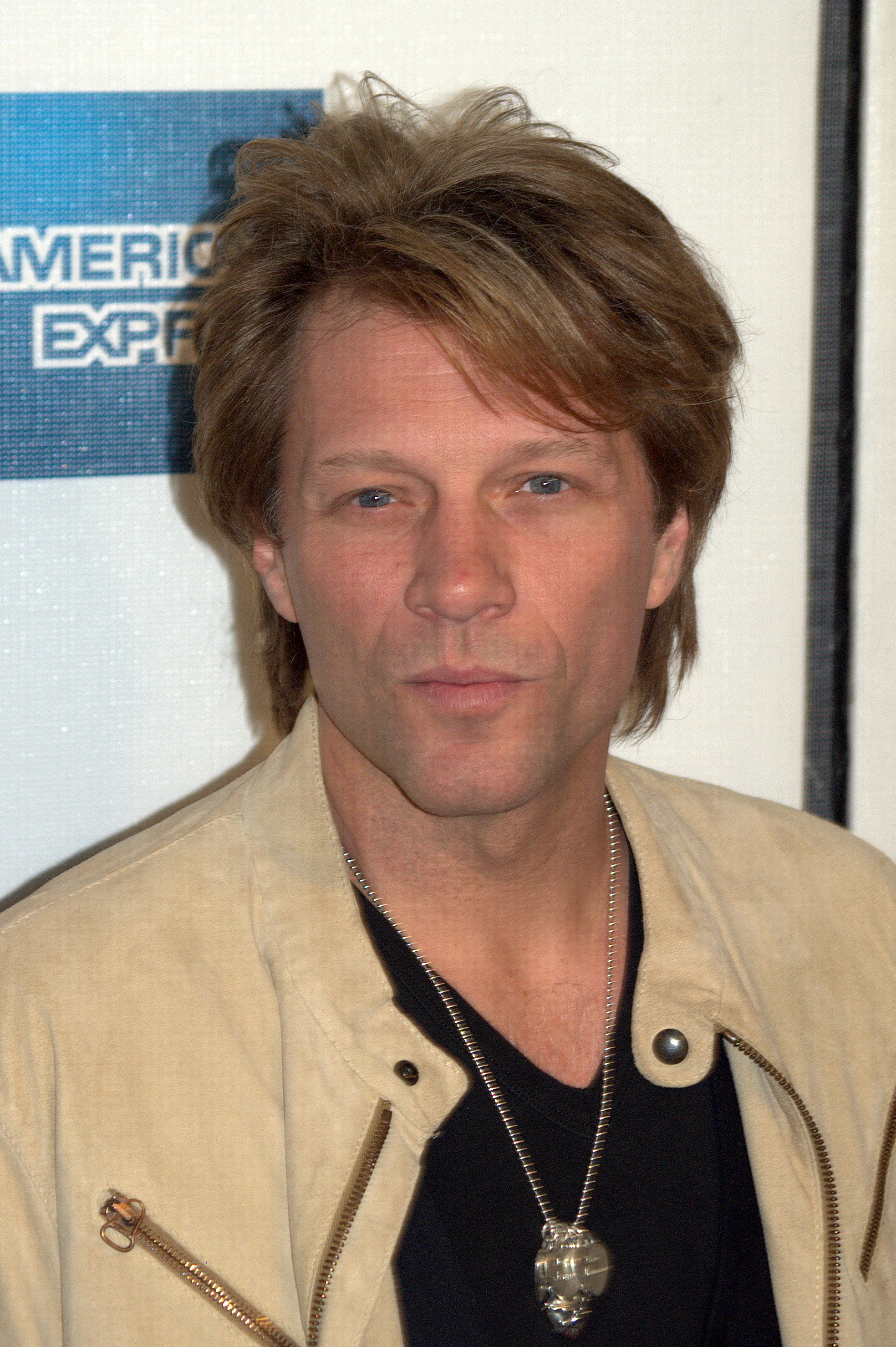
Jon Bon Jovi (* 1962)

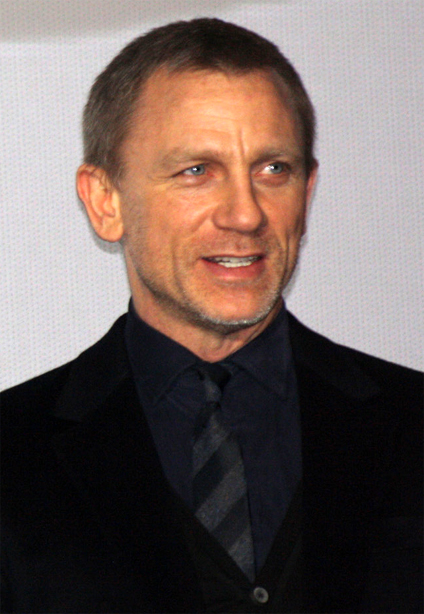
Daniel Craig (* 1968)

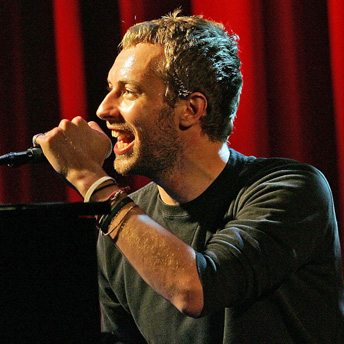
Chris Martin (* 1977)

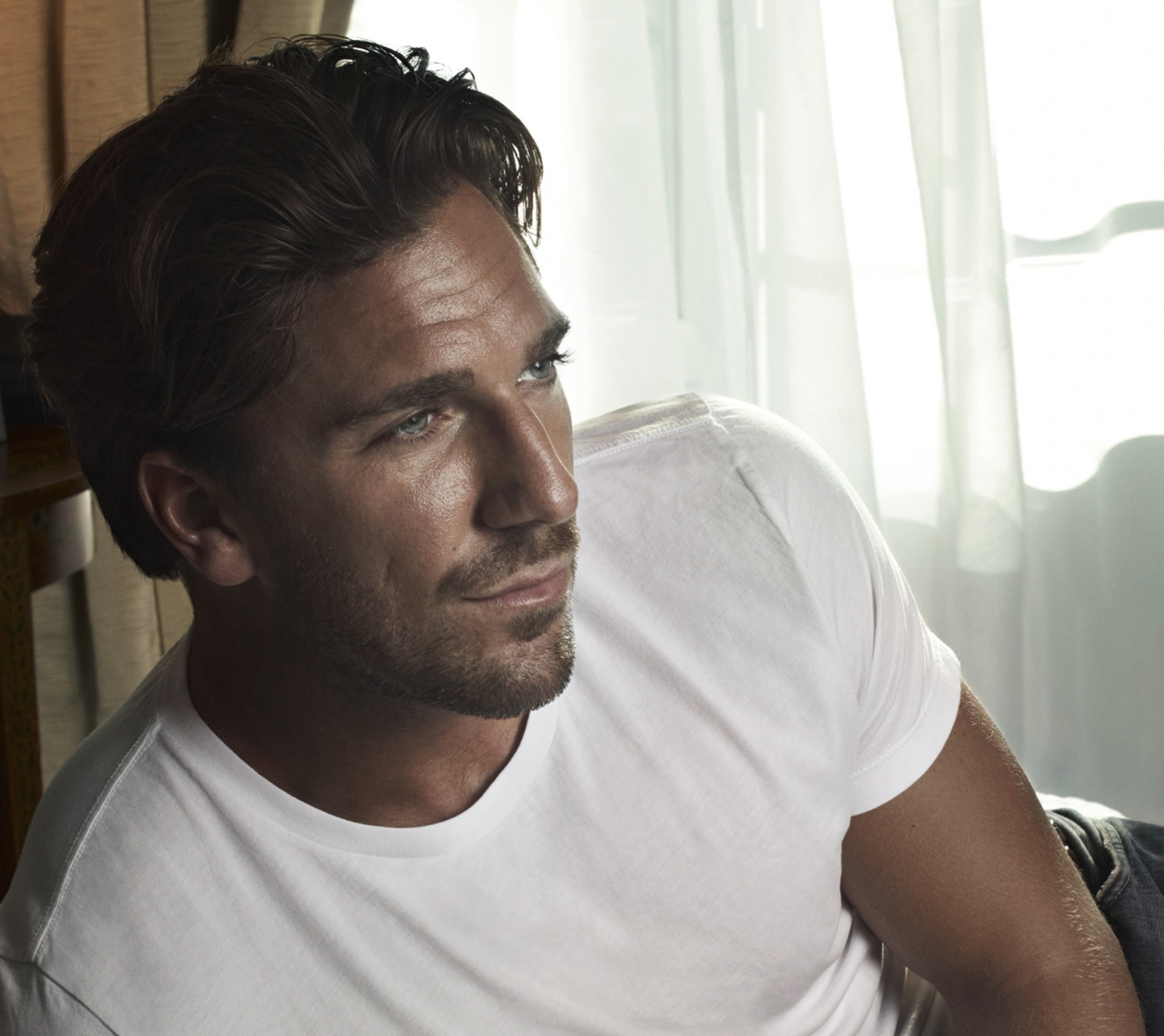
Henrik Lundqvist (* 1982)

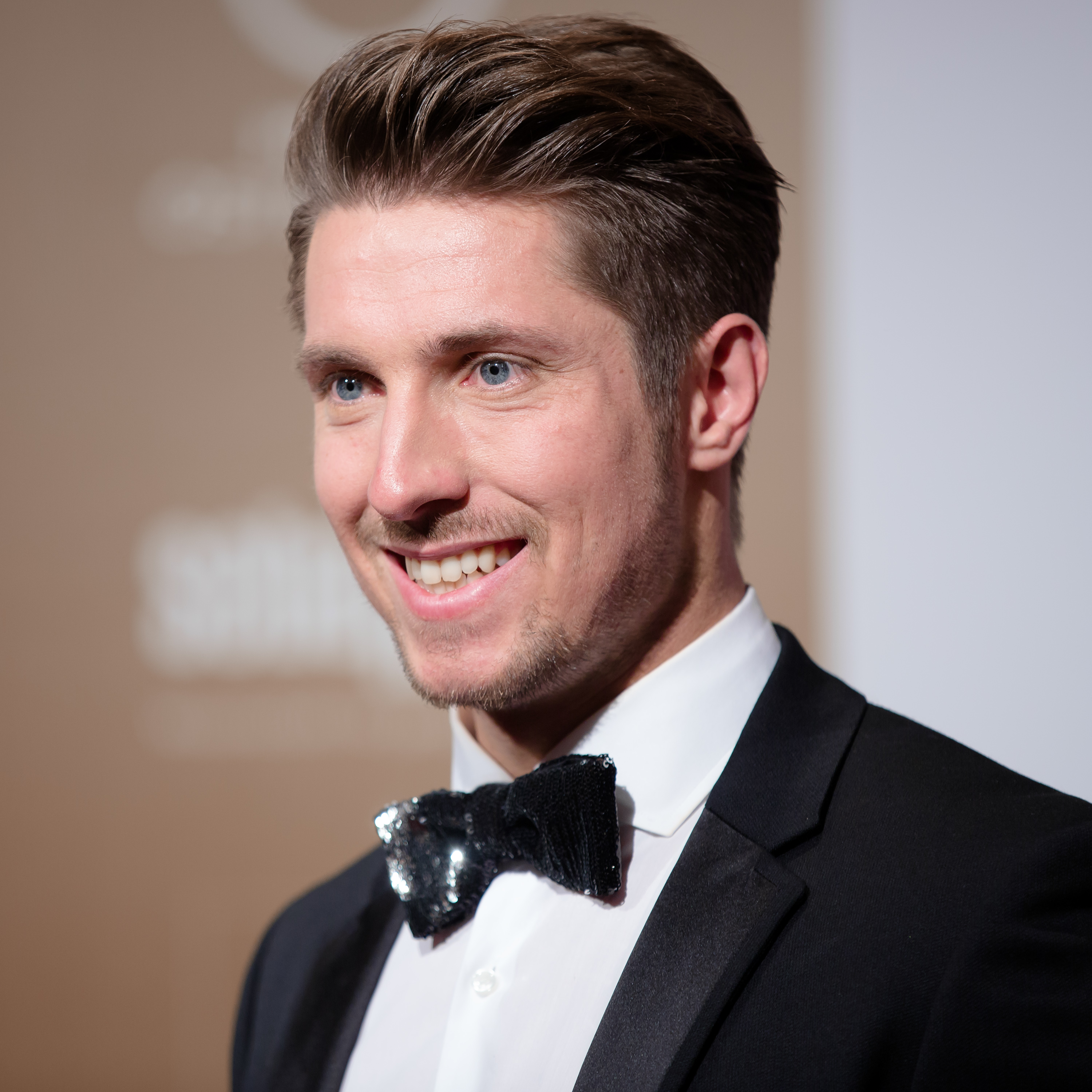
Marcel Hirscher (* 1989)

- 1185 – Angel Jeruzalémský, palestinský katolický kněz, mučedník a světec († 5. května 1225)
- 1316 – Robert II. Skotský, král skotský († 19. dubna 1390)
- 1459 – Hadrián VI., papež, vl. jm. Adriaan Florenszoon Boeyens († 14. září 1523)
- 1585 – Svatý Jan Macías, dominikánský misionář v Peru († 16. září 1645)
- 1746 – Karolína Hesensko-Darmstadtská, německá šlechtična († 18. září 1821)
- 1760 – Camille Desmoulins, francouzský revolucionář († 5. dubna 1794)
- 1770 – Louis Gabriel Suchet, francouzský napoleonský maršál († 3. ledna 1826)
- 1778 – Frederika Meklenbursko-Střelická, princezna pruská, královna hannoverská († 29. června 1841)
- 1793 – Sam Houston, americký politik a generál († 26 . červenec 1863)
- 1797 – Étienne Mulsant, francouzský entomolog a ornitolog († 4. listopadu 1880)
- 1800 – Jevgenij Abramovič Baratynskij, ruský básník († 11. července 1844)
- 1810 – Lev XIII., papež († 20. července 1903)
- 1817 – János Arany, maďarský básník, literární teoretik a překladatel († 22. října 1882)
- 1820 – Multatuli neboli Eduard Douwes Dekker, nizozemský koloniální úředník a spisovatel († 19. února 1887)
- 1824 – Konstantin Dmitrijevič Ušinskij, ruský pedagog († 3. ledna 1871)
- 1833 – Josef Karel Ludvík Habsbursko-Lotrinský, rakouský arcivévoda († 13. června 1905)
- 1839 – Léon Benett, francouzský malíř († 7. prosince 1916)
- 1842 – Enrique Gaspar y Rimbau, španělský diplomat a spisovatel († 7. září 1902)
- 1859 – Šolom Alejchem, židovský spisovatel († 13. května 1916)
- 1863 – Richard von Bienerth-Schmerling, předseda vlády Předlitavska († 3. června 1918)
- 1874 – Karl Schlechter, rakouský šachový mistr († 27. prosince 1918)
- 1876 – Pius XII., papež († 9. října 1958)
- 1880 – Alfred Lotka, americký chemik, fyzik, matematik († 5. prosince 1949)
- 1884 – Ivan Dérer, československý politik, ministr několika vlád († 10. března 1973)
- 1886
  - Friedebert Tuglas, estonský spisovatel († 15. dubna 1971)
  - Vittorio Pozzo, italský fotbalový hráč a trenér († 21. prosince 1968)
  - Şehzade Ömer Hilmi, syn osmanského sultána Mehmeda V. († 6. dubna 1935)
- 1890 – Paul de Kruif, americký mikrobiolog a spisovatel († 28. února 1971)
- 1893 – Elijahu Golomb, zakladatel a vůdce židovské podzemní vojenské organizace Hagana († 11. června 1945)
- 1894
  - Hans Jüttner, německý generál († 24. května 1965)
  - Alexandr Ivanovič Oparin, sovětský biolog († 21. dubna 1980)
- 1895 – Tage Aurell, švédský spisovatel, novinář a překladatel († 21. února 1976)
- 1900 – Kurt Weill, německý hudební skladatel a dirigent († 3. dubna 1950)
- 1904
  - Irena Blühová, slovenská fotografka († 30. listopadu 1991)
  - Dr. Seuss, americký spisovatel († 24. září 1991)
- 1910 – George Kojac, americký plavec, dvojnásobný olympijský vítěz († 28. května 1996)
- 1914 – Hansi Knoteck, rakouská filmová a divadelní herečka († 23. února 2014)
- 1919 – Jennifer Jonesová, americká herečka oceněná Oscarem († 17. prosince 2009)
- 1920 – Ilona Hollós, maďarská zpěvačka († 1. června 1998)
- 1922 – Eddie „Lockjaw“ Davis, americký saxofonista († 3. listopadu 1986)
- 1923 – Orrin Keepnews, americký hudební producent († 1. března 2015)
- 1926
  - Murray Rothbard, americký ekonom († 7. ledna 1995)
  - Bernard Agré, kněz z Pobřeží slonoviny,  arcibiskup Abidžanu, kardinál († 9. června 2014)
- 1930 – Sergej Adamovič Kovaljov, ruský politik, aktivista v oblasti lidských práv († 9. srpna 2021)
- 1931
  - Tom Wolfe, americký novinář a spisovatel
  - Michail Sergejevič Gorbačov, ruský politik, 1985–1991 vedoucí představitel SSSR († 30. srpna 2022)
- 1933 – Franz W. Seidler, německý historik, spisovatel
- 1934
  - Doug Watkins, americký jazzový kontrabasista († 5. února 1962)
  - Alojz Tkáč, arcibiskup košický a metropolita východoslovenský  († 23. května 2023)
- 1937 – Abdelazíz Buteflika, alžírský prezident († 17. září 2021)
- 1940
  - Juraj Beneš, slovenský skladatel a klavírista († 11. září 2004)
  - Adela Gáborová, slovenská herečka († 12. července 2007)
  - Lothar de Maizière, předseda vlády NDR před sjednocením Německa
- 1942
  - Lou Reed, americký hudebník, spoluzakladatel The Velvet Underground († 27. října 2013)
  - John Irving, americký spisovatel, držitel Oscara
  - Mír Hosejn Músáví, íránský reformní politik, malíř a architekt
- 1943
  - Jackson C. Frank, americký folkový zpěvák († 3. března 1999)
  - Peter Straub, americký spisovatel († 4. září 2022)
- 1944 – Pavol Mikulík, slovenský herec († 27. listopadu 2007)
- 1947 – Juraj Szikora, slovenský fotbalista, reprezentant Československa († 12. prosince 2005)
- 1948 – Rory Gallagher, irský blues/rockový kytarista († 14. června 1995)
- 1949
  - Gates McFaddenová, americká herečka a choreografka
  - Francisco Robles Ortega, mexický kardinál
  - Vojtech Tkáč, slovenský politik
  - J. P. R. Williams, velšský ragbista († 8. ledna 2024)
- 1950 – Karen Carpenter, americká zpěvačka († 1983)
- 1952 – Ingrid Sischy, jihoafrická spisovatelka a novinářka († 24. července 2015)
- 1953 – David Hykes, americký zpěvák
- 1955
  - Šókó Asahara, zakladatel a vůdce japonské sekty Óm šinrikjó
  - Oliver Dohnányi, slovenský dirigent
- 1956
  - Mark Evans, australský baskytarista
  - Eduardo Rodríguez Veltzé, prezident Bolívie
- 1958 – Kevin Curren, jihoafrický tenista
- 1962 – Jon Bon Jovi, americký zpěvák skupiny Bon Jovi
- 1967 – Thierry Lacroix, francouzský ragbista
- 1968 – Daniel Craig, britský herec, představitel Jamese Bonda
- 1977
  - Chris Martin, britský zpěvák
  - Rastislav Pavlikovský, slovenský hokejista
- 1980 – Rebel Wilson, australská herečka
- 1981 – Bryce Dallas Howardová, americká herečka
- 1982
  - Kevin Kurányi, německý fotbalista
  - Henrik Lundqvist, švédský lední hokejista
  - Pilou Asbæk, dánský herec
- 1987 – Lukáš Matuský, slovenský žokej
- 1988 – James Arthur, anglický zpěvák
- 1989
  - Marcel Hirscher, rakouský lyžař
  - Toby Alderweireld, belgický fotbalista
  - Jean-Frédéric Chapuis, francouzský akrobatický lyžař
- 1995 – Alex Khazanov, izraelský sportovní lezec
- 1997 – Becky G, americká zpěvačka
- 1998 – Jasper Philipsen, belgický silniční cyklista
- 1999 – Nikita Mazepin, ruský jezdec Formule 1

## Úmrtí

### Česko

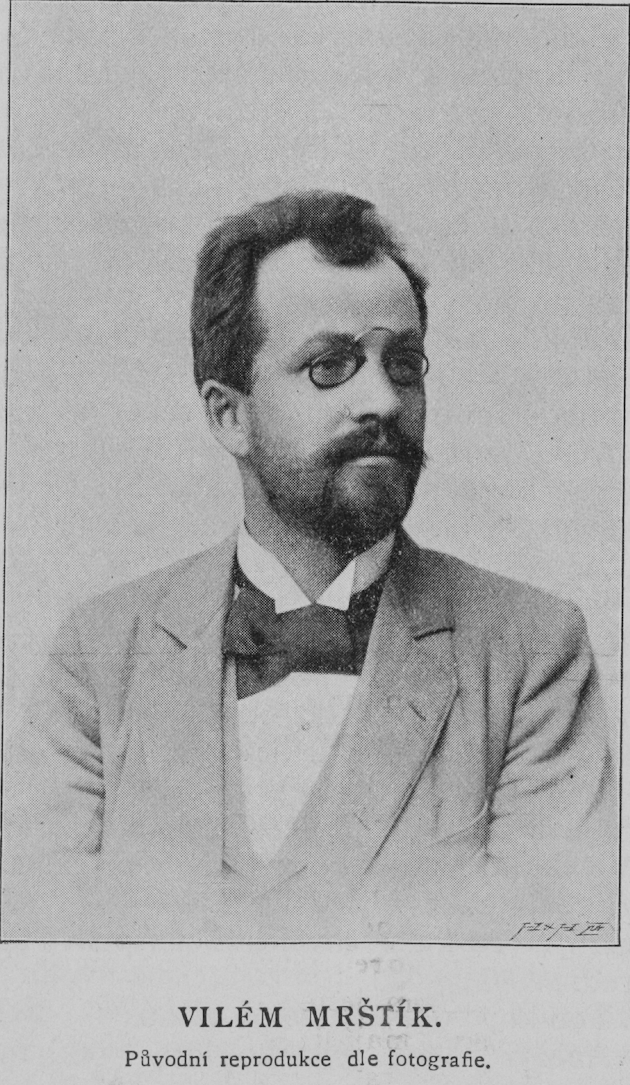
Vilém Mrštík († 1912)

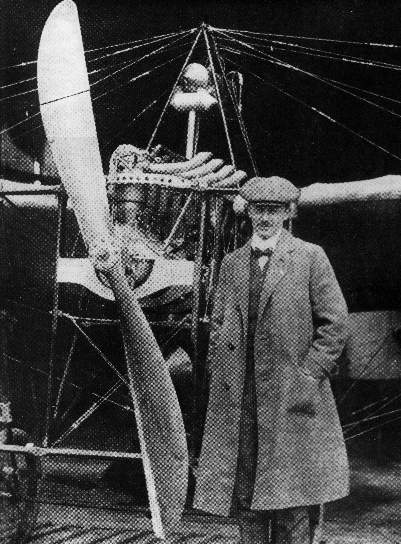
Jan Kašpar († 1927)

- 1282 – Svatá Anežka Česká (* 1211)
- 1624 – Jan Jiří Krnovský, krnovský vévoda, český vojevůdce a vrchní velitel armády slezských stavů během českého stavovského povstání (* 16. prosince 1577)
- 1835 – František I., císař rakouský, král český a uherský (* 12. února 1768)
- 1842 – František Preiss, jihlavský malíř (* 29. března 1797)
- 1891 – František Skopalík, vlastivědný pracovník, písmák a politik (* 18. června 1822)
- 1895 – Joseph John Ruston, britský konstruktér a podnikatel působící v Čechách (* 3. března 1809)
- 1901 – Ignác Schiebl, český podnikatel, novinář a politik (* 8. května 1823)
- 1912 – Vilém Mrštík, český spisovatel (* 14. května 1863)
- 1927
  - Jan Kašpar, průkopník české aviatiky (* 20. května 1883)
  - Antonín Heveroch, český psychiatr a neurolog (* 29. ledna 1869)
- 1945 – Engelmar Hubert Unzeitig, sudetský kněz a řeholník, odpůrce nacismu (* 1. března 1911)
- 1946 – Čeněk Vaněček, československý politik (* 24. října 1879)
- 1947 – Leopold Prečan, 11. arcibiskup olomoucký a metropolita moravský (* 8. března 1866)
- 1949 – Antonín Bednář, český dirigent, sbormistr a skladatel (1. listopadu 1896)
- 1956 – František Janda, český architekt a urbanista (* 10. září 1886)
- 1963 – Karel Řepa, český architekt (* 23. října 1895)
- 1965 – Karel Horký, novinář, fejetonista, spisovatel, kritik a vydavatel (* 25. dubna 1879)
- 1978 – Bohuslav Havránek, český filolog (* 30. ledna 1893)
- 1979 – Jiří Štuchal, kabaretní a cirkusový herec, bavič a konferenciér (* 20. listopadu 1912)
- 1988 – Ivo Ducháček, lidovecký a exilový politik (* 27. února 1913)
- 1989 – Eduard Dubský, český herec (* 19. listopadu 1911)
- 1998 – Miroslav Barvík, český hudební skladatel (* 14. září 1919)
- 2001
  - Miloš Petr, hráč na lesní roh (* 31. března 1933)
  - Jan Moštěk, malíř a spisovatel (* 9. srpna 1923)
- 2005 – Jaroslav Němec, vědec v oblasti nauky o materiálu (* 15. března 1921)
- 2010
  - Miloslav Loos, československý cyklista (* 20. ledna 1914)
  - Horst Urban, československý sáňkař, dvojnásobný účastník OH (* 15. května 1936)
- 2011
  - Čestmír Gregor, český hudební skladatel, teoretik a publicista (* 14. května 1926)
  - Jiří Hejna, český akademický malíř, ilustrátor a grafik (* 29. července 1921)
- 2012 – Jiří Hanzálek, český sochař a malíř (* 3. března 1926)
- 2013 – Zdeněk Švestka, český astronom (* 30. září 1925)
- 2019 – Otto Trefný, zdravotník československé hokejové reprezentace (* 9. února 1932)

### Svět

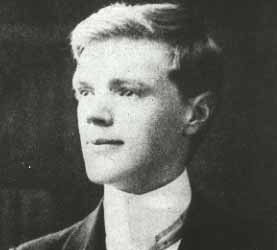
David Herbert Lawrence († 1930)

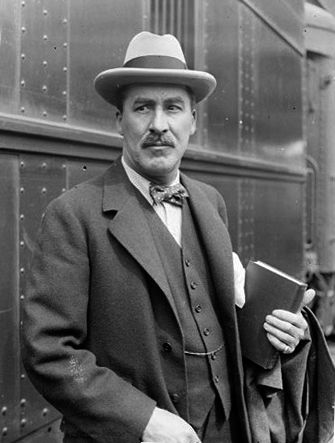
Howard Carter († 1939)

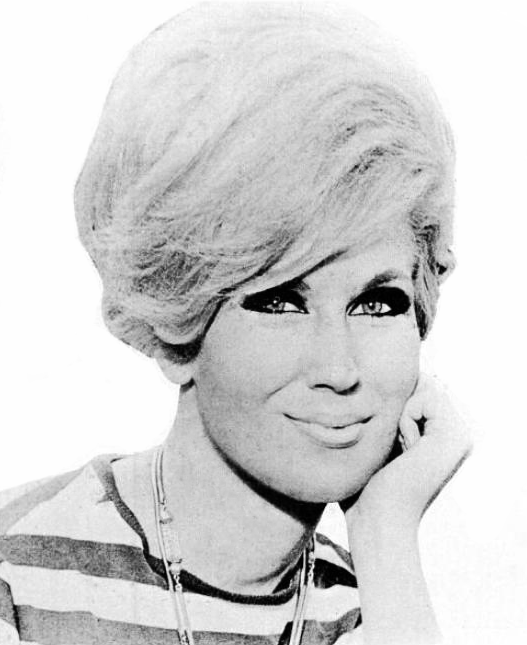
Dusty Springfield († 1999)

- 0986 – Lothar I. Francouzský, západofranský král (* 941)
- 1316 – Marjorie Bruce, nejstarší dcera skotského krále Roberta I. Bruce (* prosinec 1296)
- 1333 – Vladislav I. Lokýtek, polský král (* 1261)
- 1341 – Markéta Dánská, dánská princezna a manželka švédského krále Birgera Magnussona (* 1277)
- 1681 – Isabel Stuartovna, dcera anglického krále Jakuba II. Stuarta (* 28. srpna 1676)
- 1725 – José Benito de Churriguera, španělský barokní architekt a sochař (* 21. března 1665)
- 1734 – Domenico Trezzini, Švýcarsko italský architekt působící v Petrohradě (* 1670)
- 1755 – Louis de Rouvroy, vévoda de Saint-Simon, francouzský šlechtic, diplomat a zapisovatel svých Pamětí (* 16. ledna 1675)
- 1758 – Johann Baptist Zimmermann, německý malíř a štukatér (* 3. ledna 1680)
- 1788 – Salomon Gessner, švýcarský malíř a německojazyčný básník (* 1. dubna 1730)
- 1791 – John Wesley, anglický teolog (* 17. června 1703)
- 1838 – Ludwig Abeille, německý klavírista a skladatel (* 20. února 1761)
- 1840 – Heinrich Wilhelm Olbers, německý astronom, lékař a fyzik (* 11. října 1758)
- 1852 – Auguste Marmont, francouzský maršál (* 20. července 1774)
- 1855 – Mikuláš I. Pavlovič, ruský car (* 6. července 1796)
- 1876 – Johannes Falke, německý historik (* 10. dubna 1823)
- 1878 – John Cochrane, skotský právník a šachista (* 1798)
- 1887 – August Wilhelm Eichler, německý botanik (* 22. dubna 1839)
- 1895 – Berthe Morisotová, francouzská malířka (* 14. ledna 1841)
- 1901 – George Dawson, kanadský vědec a zeměměřič (* 1. srpna 1849)
- 1916 – Alžběta zu Wied, rumunská královna a spisovatelka (* 29. prosince 1843)
- 1918 – Mirko Dmitrij Petrović-Njegoš, černohorský princ (* 17. dubna 1879)
- 1921 – Gandolph von Kuenburg, předlitavský politik (* 12. května 1841)
- 1930 – David Herbert Lawrence, anglický spisovatel období realismu (* 11. září 1885)
- 1936 – Viktorie Melita Sasko-Koburská, velkovévodkyně hesenská a ruská velkokněžna (* 25. listopadu 1876)
- 1939 – Howard Carter, britský archeolog (* 9. května 1874)
- 1942 – Charlie Christian, americký kytarista (* 29. července 1916)
- 1951 – Ľudmila Podjavorinská, slovenská spisovatelka (* 26. dubna 1872)
- 1953 – James Lightbody, americký atlet, trojnásobný olympijský vítěz v roce 1904 (* 15. března 1882)
- 1965 – Ján Valašťan Dolinský, slovenský skladatel, sběratel lidových písní a esperantista (* 15. února 1892)
- 1967 – Hans Ledwinka, rakousko-český automobilový konstruktér (* 14. února 1878)
- 1969 – Walter Müller, rakouský filmový herec a zpěvák (* 6. května 1911)
- 1973 – Alina Szapocznikow, polská sochařka (* 16. května 1926)
- 1978
  - Ljubiša Jocić, srbský spisovatel (* 19. června 1910)
  - Barbora Zsigmondiová, slovenská fotografka (* 17. června 1908)
- 1982 – Philip K. Dick, americký spisovatel (* 16. prosince 1928)
- 1989 – Gejza Medrický, slovenský politik, ministr hospodářství slovenského státu (* 12. listopadu 1901)
- 1991 – Serge Gainsbourg, francouzský skladatel, zpěvák, herec a režisér (* 2. dubna 1928)
- 1999 – Dusty Springfield, britská zpěvačka (* 16. dubna 1939)
- 2001 – Harold Gordon Skilling, kanadský historik, bohemista a politolog (* 28. února 1912)
- 2003 – Hank Ballard, americký zpěvák (* 18. listopadu 1927)
- 2007 – Henri Troyat, rusko-francouzský spisovatel a historik (* 1. listopadu 1911)
- 2008 – Jeff Healey, kanadský jazzový a blues-rockový kytarista (* 25. března 1966)
- 2014 – Ryhor Baradulin, běloruský publicista, překladatel a básník (* 24. února 1935)
- 2016 – Mikuláš Klimčák, slovenský malíř (* 16. listopad 1921)
- 2023 – Wayne Shorter, americký jazzový saxofonista a skladatel (* 25. srpna 1933)
- 2025 – Buvajsar Sajtijev, ruský zápasník – volnostylař (*11. března 1975)

## Svátky

### Česko
- Anežka, Ines, Inesa, Inéz

## Pranostiky

### Česko
- Na Anežku není radno sebou v trávě šíti,
protože se celkem snadno vlčí neduh chytí.
- O svaté Anežce od kamen se nechce.

| 2. březen v pražském KlementinuÚdaje jsou platné k 29. 4. 2025. | 2. březen v pražském KlementinuÚdaje jsou platné k 29. 4. 2025. | 2. březen v pražském KlementinuÚdaje jsou platné k 29. 4. 2025. |
| minimum                                                         | denní průměr                                                    | maximum                                                         |
| --------------------------------------------------------------- | --------------------------------------------------------------- | --------------------------------------------------------------- |
| −20,3 °C (1929)                                                 | 2,2 °C (od 1961)                                                | 18,4 °C (1997)                                                  |